# Justicia de las Montañas
El Justicia de las Montañas, Justicia de Jaca y de las Montañas o Justicia de Jaca y de sus términos fue una institución del reino de Aragón, responsable de ejercer justicia en territorio de realengo contra los bandoleros que asolaban las comarcas del Pirineo.
El cargo fue creado en las Cortes de Monzón de 1585. El justicia de las montañas era asistido por varios lugartenientes y un pequeño contingente de veinte soldados que le ayudaban en el cumplimiento de sus tareas. Su sede se encontraba en la ciudad de Huesca. El cargo cesó de existir en 1672.

## Lista de los justicias de las montañas
| Nombre                            | Años      |
| --------------------------------- | --------- |
| Jerónimo Fernández de Heredia     | 1586-1601 |
| Jerónimo Pérez de Faldas          | 1602-1607 |
| Juan Fernández de Heredia         | 1607-1608 |
| Jerónimo Pérez de Faldas          | 1608-1637 |
| Valerio Pérez de Faldas y Heredia | 1637-1644 |
| Jerónimo Pérez de Faldas          | 1644-1657 |
| José Pérez de Faldas              | 1657-1672 |